# Lycomedes ohausi
Lycomedes ohausi är en skalbaggsart som beskrevs av Gilbert John Arrow 1908. Lycomedes ohausi ingår i släktet Lycomedes och familjen Dynastidae. Inga underarter finns listade i Catalogue of Life.